# Uridine kinase
L'uridine kinase est une transférase qui catalyse la réaction :
ATP + uridine  {\displaystyle \rightleftharpoons }  ADP + UMP.
Cette enzyme intervient dans la dégradation et le sauvetage des ribonucléosides pyrimidiques.